# Vladimír Ambros

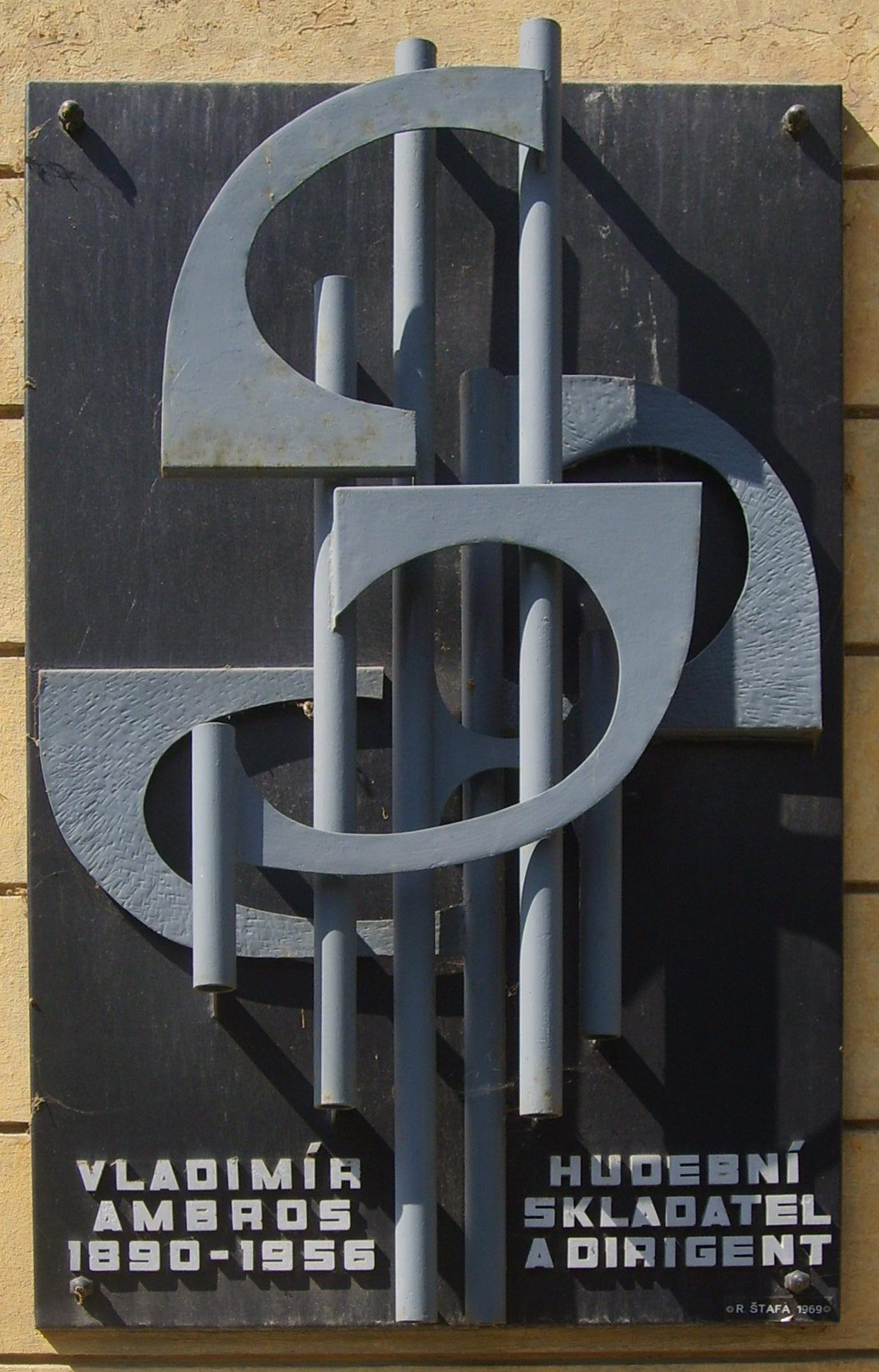
Pamětní deska Vl. Ambrose v Prostějově

Vladimír Ambros (18. září 1890, Prostějov – 12. května 1956, tamtéž) byl český hudební skladatel, dirigent a pedagog, jeden z předních představitelů brněnské skladatelské školy Leoše Janáčka.

## Život
Základy hudebního vzdělání Vladimíra Ambrose položil jeho otec, který byl ředitelem hudební školy v Prostějově. V roce 1907 se stal žákem Leoše Janáčka na varhanické škole v Brně. Po studiích v Brně se roku 1911 stal korepetitorem na konzervatoři ve Frankfurtu nad Mohanem. Ve Frankfurtu se seznámil se svou pozdější manželkou, Angličankou M. Speakmanovou, se kterou odešel do Anglie. Po dobu první světové války žil v Londýně. Stal se dirigentem u operní společnosti, kterou založil německý hudebník. Současně působil i jako korepetitor ve slavné královské opeře Covent Garden.
Do Prostějova se vrátil v roce 1921. Stal se učitelem na hudební škole v Prostějově, sbormistrem pěveckých spolků Orlice a Vlastimil a dirigentem Orchestrálního sdružení. Pohostinsky řídil brněnský rozhlasový orchestr a po druhé světové válce i Moravskou filharmonii. Především se však věnoval skladatelské činnosti. Kromě krátkého působení v Břeclavi zůstal až do své smrti věrný rodnému Prostějovu.
Zemřel roku 1956 a byl pohřben na Městském hřbitově v Prostějově.

## Dílo
Ambrosovo dílo je rozsáhlé, od drobných miniatur, přes komorní hudbu až po velká díla symfonická a vokální. Úplný katalog jeho skladeb má na 135 položek.
Stylově vycházel Ambros z díla Leoše Janáčka, později však byl významně ovlivněn Vítězslavem Novákem a Josefem Sukem. 

## Vybraná díla
Orchestrální skladby:
- Život (suita, 1932)
- Exotické tance (suita, 1933)
- Loutková suita (1934)
- Rolnická suita (1952)
- 3 symfonie (1941, 1944, 1954)
- Symfonietta (1939)
- Veseloherní předehra (1954)
- Pohádka (symfonická fantasie)
- Fantasie na legátské tance slovácké (1936)
- Symfonické básně (Belgie, Panna, Balada o nenarozeném dítěti)
- Bezkydy (symfonický triptych, 1928–1932

- Hostýnská Panna Maria (kantáta, 1950)
- Veliký návrat (kantáta, 1950)
- Maminka (kantáta pro dětský sbor na slova Jaroslava Seiferta)
- Ukradené štěstí (opera o 3 dějstvích, 1924-1925, libreto J. Zahradníková-Krapková podle Ivana Franka, premiéra 19. února 1925 Národní divadlo Brno)
- El Christo de la Luz (opera o 3 dějstvích, 1926, libreto podle Julia Zeyera, premiéra 17. září 1930 Slovenské národní divadlo v Bratislavě)
- To mne těší (komická opera, 1931, neprovedena)
- Maryla (opera o 5 dějstvích s prologem, 1953, libreto Eva Hrubanová-Součková podle stejnojmenné novely Aloise Jiráska, premiéra 10. října 1953 Divadlo Oldřicha Stibora v Olomouci)
- Rváč křižák (dramatická pantomima, 1953)

Řada skladeb pro klavír, housle, violoncello a komorní soubory, písně, sbory, scénická hudba a melodramy.
Posledním dokončeným dílem Vladimíra Ambrose se stal smyčcový kvartet 6 nálad.